# Бертран, Жозеф Луи Франсуа
Жозеф Луи Франсуа Бертран (фр. Joseph Louis François Bertrand; 11 марта 1822, Париж — 5 апреля 1900, Париж) — французский математик, работавший в области теории чисел, дифференциальной геометрии, теории вероятностей и термодинамики.

## Биография
Сын физика Александра Жака Франсуа Бертрана и брат археолога Александра Бертрана.
Был профессором Политехнической школы и Колледжа Франции. Являлся членом Парижской академии наук и её бессменным секретарем в течение 26 лет.
В 1845 году выдвинул гипотезу о существовании по крайней мере одного простого числа между числами {\displaystyle n} и {\displaystyle 2n-2} для любого {\displaystyle n>3}. Это утверждение, называемое постулатом Бертрана, было доказано П. Л. Чебышёвым в 1850 году.
Бертран также известен формулировкой парадоксов теории вероятности, которые стимулировали плодотворную дискуссию по обоснованию этой науки. Получили известность также парадоксы Бертрана в экономике.
В экономике им была пересмотрена теория олигополии, в частности, модель конкуренции по Курно. Сформулированная им модель конкуренции показывает, что в условиях ценовой конкуренции выводы Курно не выполняются. Равновесие в данной модели достигается на уровне цены совершенной конкуренции.

## Труды
- Traité de calcul différentiel et de calcul intégral (Paris : Gauthier-Villars, 1864—1870)
- Rapport sur les progrès les plus récents de l’analyse mathématique (Paris: Imprimerie Impériale, 1867) (отчет о последних достижениях математического анализа)
- Traité d’arithmétique (L. Hachette, 1849) (арифметика)
- Thermodynamique (Paris : Gauthier-Villars, 1887)
- Méthode des moindres carrés (недоступная ссылка) (Mallet-Bachelier, 1855) (перевод работы Гаусса по наименьшим квадратам)
- Leçons sur la théorie mathématique de l'électricité / professées au Collège de France (Paris : Gauthier-Villars et fils, 1890)
- Calcul des probabilités  (недоступная ссылка) (Paris : Gauthier-Villars et fils, 1889)
- Arago et sa vie scientique (Paris : J. Hetzel, 1865) (биография Араго)
- Blaise Pascal (недоступная ссылка) (Paris : C. Lévy, 1891) (биография Б.Паскаля)
- Les fondateurs de l’astronomie moderne: Copernic, Tycho Brahé, Képler, Galilée, Newton (недоступная ссылка) (Paris: J. Hetzel, 1865) (биографии)

В 1885 году впервые появилась, переведённая Н. И. Билибиным на русский язык, «Алгебра Бертрана» (2-е изд. — СПб., 1896) — книга была отмечена Министерством народного просвещения малой премией имени императора Петра Великого.